# رآکتور شیمیایی

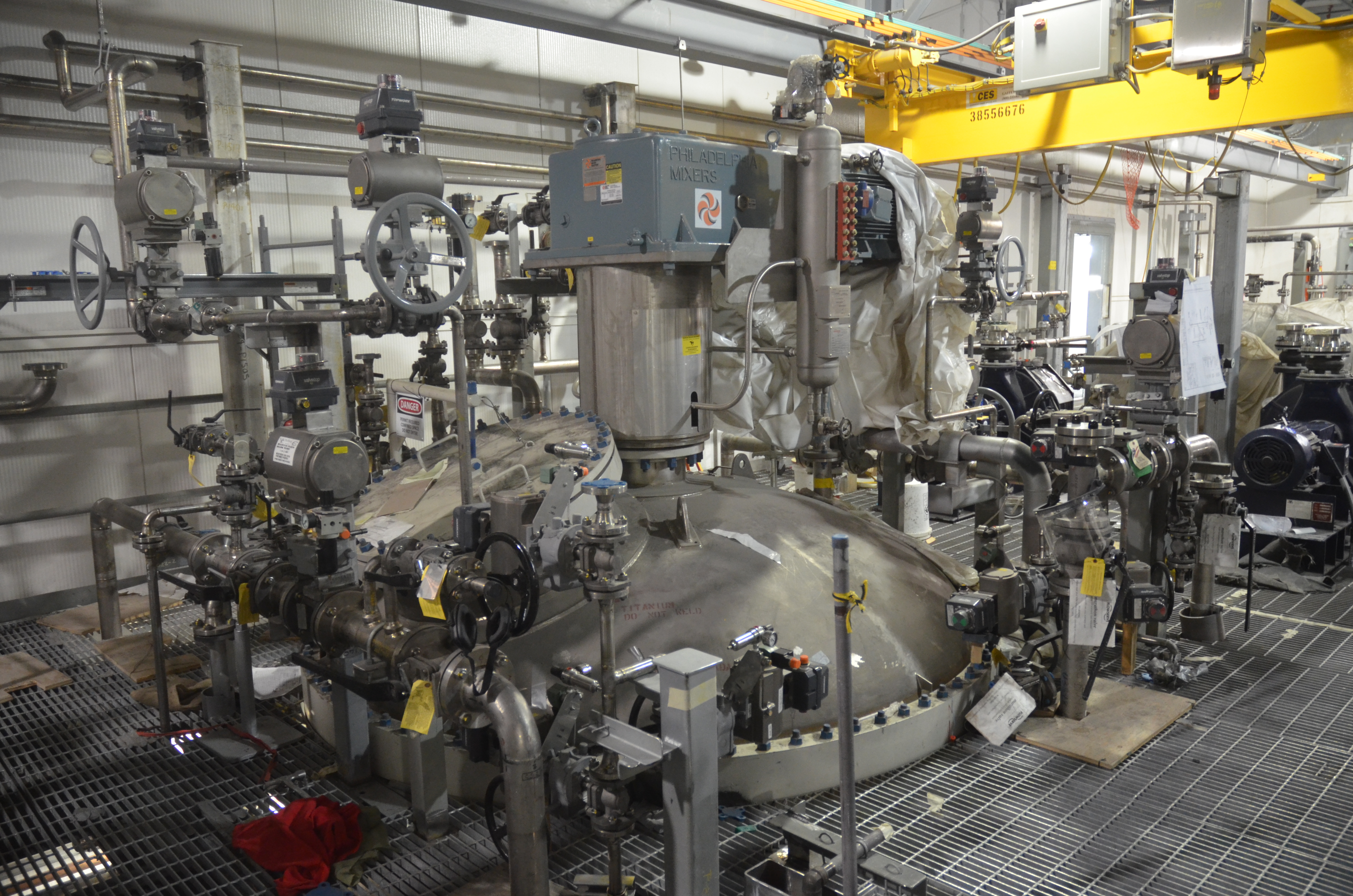
بالای یک راکتور شیمیایی در ابعاد بزرگ برای تولید صنعتی

رآکتور شیمیایی یا واکنش‌گاه شیمیایی وسیله‌ای است که در آن واکنش‌های شیمیایی انجام می‌شود و طی آن مواد اولیهٔ خام به محصولات مورد نیاز تبدیل می‌شوند.
طراحی و بهره‌برداری از رآکتورهای شیمیایی از جمله مهم‌ترین وظایف متخصصین صنایع شیمیایی از جمله مهندسین شیمی است. طراحی رآکتور شیمیایی نیازمند شناخت درست از واکنش شیمیایی انجام‌گرفته در رآکتور است. برای این منظور تسلط بر علومی چون ترمودینامیک شیمیایی، سینتیک شیمیایی و ریاضیات ضروری است.
رآکتورهای شیمیایی می‌توانند در ابعاد بزرگ و برای مصارف صنعتی یا در ابعاد کوچک جهت کاربردهای آزمایشگاهی و تحقیقاتی ساخته و تولید شوند. همچنین جنبه‌های اقتصادی نیز بر طراحی بهینهٔ رآکتور تأثیرگذار است. از جمله صرف هزینهٔ کمتر برای طراحی رآکتور کاراتر و کوچک‌تر، صرف انرژی کمتر برای تولید محصول بیشتر، رساندن مواد اولیه به بیشترین درصد تبدیل و بالا بردن راندمان فرایند و ….
در طراحی رآکتورها پارامترهای زیادی از جمله: زمان اقامت ({\displaystyle \tau })، حجم (V)، دما (T)، فشار (P)، غلظت گونه‌های شیمیایی (C۱,C۲,C۳,... ,Cn)، ضریب انتقال حرارت (U, h)، سرعت واکنش (r) و … دخالت دارند. رآکتورهای شیمیایی بر اساس نوع واکنش و موارد کاربرد در اشکال مختلف و با جزئیات خاص طراحی می‌شوند که پیچیدگی آن‌ها را زیاد می‌کند. اما می‌توان رآکتورها را در چند دستهٔ بزرگ و کلی از جمله رآکتورهای پیوسته و ناپیوسته، رآکتورها سیال‌بستر یا ثابت‌بستر، رآکتورهای لوله‌ای و مخزنی یا رآکتورهای همگن و ناهمگن، طبقه‌بندی کرد. رفتار رآکتورها معمولاً با معادلاتی موسوم به معادلهٔ رآکتور مطرح می‌شود که برای گونه‌های مختلف رآکتور متفاوت بوده و رابطهٔ ریاضیاتی بین پارامترهای مؤثر در رآکتور را بیان می‌کند.

## مفاهیم واکنش‌های شیمیایی
واکنش شیمیایی فرآیندی است که طی آن یک یا چند ماده به مواد دیگر تبدیل می‌شوند. مواد اولیه موادی با ارزش اقتصادی کمتر می‌باشند و در عوض محصولات موادی با ارزش بالاتر است. درک سینتیک و سازوکار واکنش یکی از نکات مهم در طراحی رآکتورهای صنعتی است. معادله سرعت، تعادلی بودن یا نبودن، فاز مواد درگیر در واکنش (جامد، مایع، گاز)، گرماگیر یا گرماده بودن و همچنین اثر کاتالیزور بر واکنش، از جمله مهم‌ترین نکاتی است که در طراحی رآکتور حائز اهمیت است.

### سینتیک واکنش
سینتیک واکنش شیمیایی عبارت است از بررسی سازوکار انجام یک واکنش شیمیایی. علم سینتیک شیمیایی به‌طور کامل به نحوه انجام واکنش، واکنش‌های جانبی، مواد واسط تولیدی و بسیاری از جزئیات یک واکنش می‌پردازد. سرعت واکنش و بستگی آن به غلظت گونه‌های درگیر در واکنش با استفاده از رابطه‌ای به نام معادله سرعت بیان می‌شود. به‌طور کلی تغییر غلظت گونه‌ای موجود در واکنش در واحد زمان را سرعت واکنش نسبت به آن ماده تعریف می‌کنند مثلاً برای واکنش ساده A → B معادله سرعت به صورت زیر است که واکنشی از نوع درجه اول محسوب می‌شود:
{\displaystyle r_{A}={\frac {d[A]}{dt}}}
معادله سرعت واکنش را می‌توان به شکل زیر هم بازنویسی کرد. باید توجه داشت که در معادله زیر علامت منفی به‌طور قرار دادی نشان دهنده مصرف گونه {\displaystyle A} است. به همین ترتیب برای تولید گونه {\displaystyle B} از علامت مثبت استفاده می‌شود.
{\displaystyle -r_{A}=k[A]^{n}}
در این معادله {\displaystyle k} عددی ثابت است که به «ثابت سرعت واکنش» معروف است و عدد {\displaystyle k} بزرگتر نشان‌دهنده واکنش سریع‌تر است. همچنین {\displaystyle n} میزان بستگی سرعت واکنش به غلظت {\displaystyle A} را نشان می‌دهد که به درجه واکنش نسبت به گونه {\displaystyle A} معروف است. این پارامتر معمولاً عددی بین صفر تا ۳ است. همچنین اگر گونه‌های واکنش‌دهنده بیش از یکی باشد، از جمع توان‌های واکنش‌دهنده‌ها، درجه کلی واکنش حاصل می‌شود. روش‌های گوناگونی برای به دست آوردن این معادلات وجود دارد؛ اعم از روش‌های تئوری یا استفاده از داده‌های آزمایشگاهی.

### ترمودینامیک واکنش
بررسی واکنش‌ها از نظر انرژی، در حوزه مباحث ترمودینامیک شیمیایی است. گرماگیر یا گرماده بودن واکنش و میزان انرژی تبادل شده در واکنش از نکات مهم در این علم است. اهمیت این مسئله از آن جهت است که برای رآکتورها می‌باید سیستم‌های گرمایش یا سرمایش طراحی شود تا تبادل انرژی به خوبی انجام شود. وجود هر نوع اشکال یا محاسبات نادرست در سیستم تبادل انرژی موجب اخلال در انجام واکنش، کیفیت محصول، مقدار محصول و حتی خطر جانی و مالی می‌شود. به عنوان نمونه در واکنش‌های گرماده شدید، در صورتی که گرمای تولید شده در واکنش به خوبی تبادل نشود، افزایش بی‌رویه دما داخل رآکتور می‌تواند منجر به افزایش حجم و بالارفتن فشار شود، همچنین در واکنش‌هایی که با تولید گاز شدید انجام می‌شوند، ممکن است موجب انفجار شود.

### اثر کاتالیزورها و بازدارنده‌ها بر واکنش

طرحی از یک فرایند کاتالیزوری سیال بستر. در سمت راست رآکتور شیمیایی و در سمت چپ واحد بازیابی کاتالیزور قرار دارد.

کاتالیزورها موادی هستند که با دخالت در واکنش و تغییر مسیر واکنش، سرعت واکنش را بالا می‌برند. از کاتالیزورها در واکنش‌هایی که در شرایط معمول با سرعت پایین انجام می‌شوند استفاده می‌شود. در نقطه مقابل مواد دیگری به نام بازدارنده‌ها وجود دارند که مانند کاتالیزور هستند با این تفاوت که افزودن آن به واکنش موجب کندی و حتی توقف واکنش می‌شود. بازدارنده‌ها به‌طور ویژه در صنایع پلیمر و برای کنترل فرآیندهای پلیمراسیون در رآکتور شیمیایی کاربرد دارد. کاتالیزورها و بازدارنده‌ها می‌توانند به صورت همگن با فاز مواد درگیر در واکنش مصرف شوند که به واکنش‌های کاتالیستی همگن معروف هستند. واکنش‌هایی که کاتالیزور و مواد درگیر در واکنش در یک فاز قرار ندارند به واکنش‌های کاتالیستی ناهمگن معروف هستند.
این مواد معمولاً با درصد بسیار پایین و به اشکال مختلف در فرایند مورد استفاده قرار می‌گیرند. ممکن است کاتالیزور یا بازدارنده به صورت ثابت در رآکتور شیمیایی قرار داشته باشد و مواد واکنش‌دهنده پس از تماس با آن خارج شوند. در نقطه مقابل ممکن است این مواد به صورت پودر یا اشکال دیگر به داخل رآکتور تزریق و سپس از آن خارج شوند. به عنوان نمونه در فرایند کراکینگ کاتالیزوری سیال بستر، کاتالیزور زئولیت به صورت پودر به داخل رآکتور تزریق می‌شود. پس از اشباع شدن کاتالیزور، همراه با فرآورده‌ها از فرایند خارج و پس از جداسازی و بازیابی مجدداً به داخل رآکتور تزریق می‌شود. به این ترتیب این چرخه پیوسته ادامه پیدا می‌کند و کاتالیزور در فرایند، همواره در گردش است.

### انواع واکنش‌ها
توجه به ماهیت و نوع واکنش نیز در طراحی رآکتور از اهمیت بالایی برخوردار است. مثلاً در واکنش‌های یک‌طرفه تقریباً تمام مواد واکنش‌دهنده با نسبت‌های استوکیومتری مشخص مصرف می‌شوند. اما در واکنش‌های تعادلی در یک سیستم بسته، در دما و فشار مشخص، مواد اولیه و مواد تولیدی پس از مدتی با یکدیگر به تعادل می‌رسند، یعنی با گذشت زمان، غلظت مواد دچار تغییر نشده و مقداری از مواد اولیه به صورت واکنش نداده در سیستم باقی می‌ماند. رفتار واکنش‌های تعادلی با اصلی به نام اصل لوشاتلیه بررسی می‌شود.
{\displaystyle A\leftrightharpoons B}
در واکنش‌های رقابتی یک یا چند واکنش جانبی، که منجر به تولید مواد بلااستفاده می‌شود، در کنار واکنش اصلی رخ می‌دهد. در این نوع واکنش‌ها باید پارامترهای فرایند طوری طراحی شود که بیشترین مقدار ممکن از ماده مطلوب تولید شود.
{\displaystyle {\begin{cases}A\longrightarrow B\\A\longrightarrow C\end{cases}}}
همچنین در واکنش‌های سری چند واکنش پشت سر هم انجام می‌شود تا محصول نهایی تولید شود. به عبارتی واکنش کلی از ترکیب چند واکنش به وجود می‌آید. در این نوع واکنش‌ها، سرعت کلی واکنش به سرعت کندترین واکنش بستگی دارد.
{\displaystyle {\begin{cases}A\longrightarrow B\\B\longrightarrow C\end{cases}}}

## مفاهیم بنیادی راکتورها

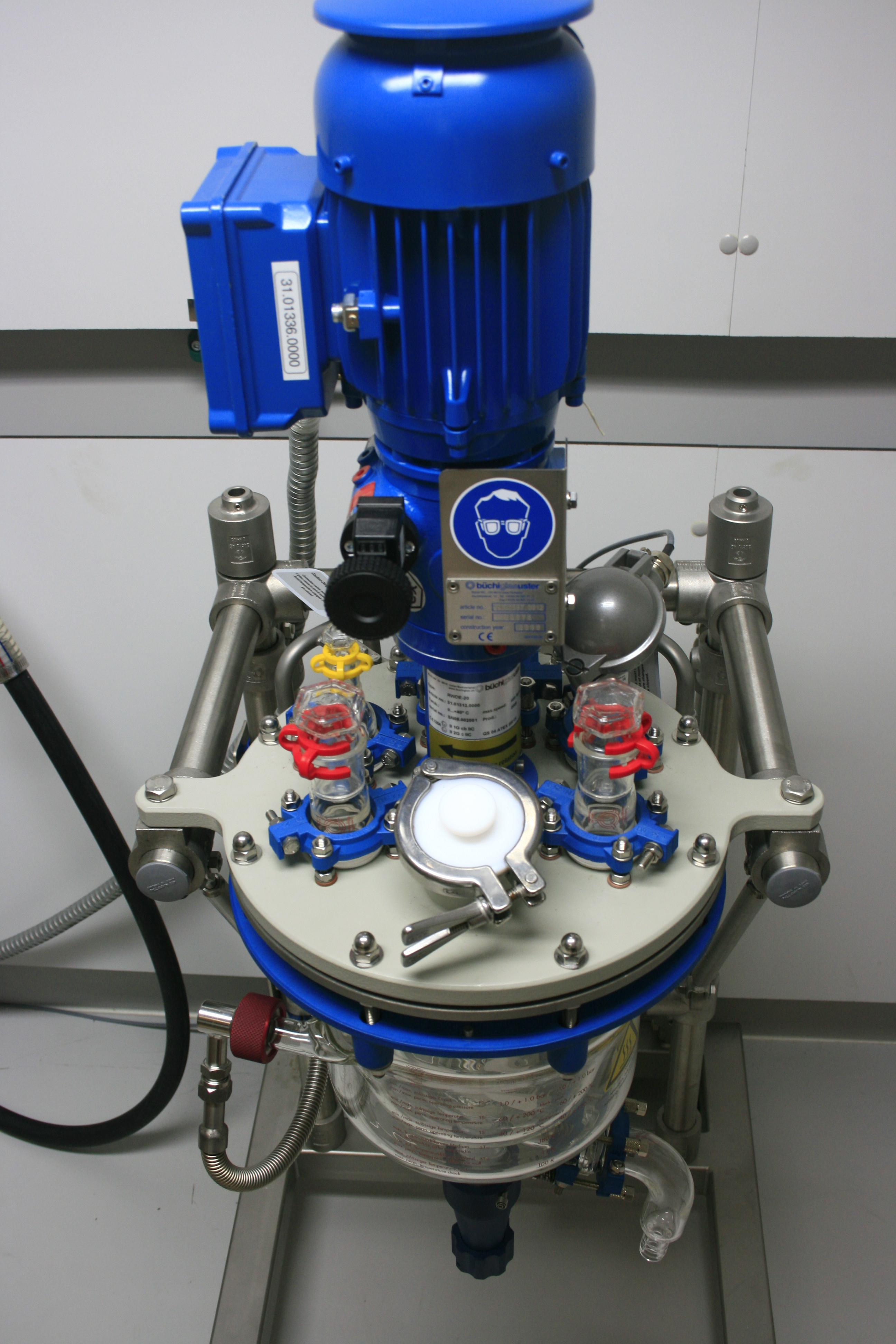
یک رآکتور شیمیایی در ابعاد کوچک جهت تحقیقات آزمایشگاهی

رآکتورهای شیمیایی محلی برای انجام یک واکنش شیمیایی هستند. رآکتورها می‌توانند جهت تولید انبوه مواد شیمیایی، دارویی و مواد پتروشیمی و در واحدهای صنعتی بزرگ به کار گرفته شوند یا جهت انجام مطالعات و تحقیقات و در ابعاد کوچک به کار بروند.
طراحی رآکتورها با توجه به مکانیسم واکنش و همچنین نوع واکنش و فاز مواد درگیر در واکنش متفاوت است. در طراحی رآکتورهای شیمیایی برخی از پارامترها مانند دما، فشار و دبی مواد ورودی و خروجی، توسط طراح قابل تغییر است. اما برخی پارامترها مانند ماهیت واکنش، گرماگیر یا گرماده بودن، ایجاد گاز یا تغییر در حجم مواد، از جمله مواردی است که به طبیعت واکنش مربوط بوده و در اختیار طراح قرار ندارد. از مجموع این موارد می‌توان نتیجه گرفت که رآکتورها در اشکال پیوسته یا بسته، بستر ثابت یا بستر متلاطم، تحت فشار یا در فشار اتمسفری یا با اثر کاتالیزور یا بدون اثر کاتالیزور طراحی می‌شوند. برخی از پارامترهایی که تقریباً در تمام راکتورها مطرح بوده و حائز اهمیت به جهت شناخت راکتور و عملکرد آن است، می‌توان به موارد زیر اشاره کرد:

### معادله رآکتور
معادله رآکتور رابطه ریاضیاتی است که پارامترهای مربوط به رآکتور مانند زمان اقامت و حجم رآکتور را به سرعت واکنش، نشان می‌دهند. این معادلات می‌توانند به صورت عمومی برای دسته‌ای خاصی رآکتورها مطرح شوند یا به صورت تجربی برای گونه خاصی از رآکتور به دست بیایند.

### زمان ماند، زمان نیمه عمر و زمان پایان واکنش
در رآکتورهای پیوسته که به‌طور مداوم مواد خام وارد و محصولات خارج می‌شوند، نمی‌توان زمان مشخصی برای انجام واکنش و تبدیل مواد اولیه به محصول بیان کرد. در نتیجه از کمیتی به نام زمان ماند استفاده می‌شود. زمان ماند متوسط زمانی است که یک ذره وارد رآکتور شده و تا زمان خروج در آنجا در حال واکنش است. این کمیت به صورت زیر نشان داده می‌شود:
{\displaystyle \tau ={\frac {V}{q}}}
در این معادله، {\displaystyle V} نشان دهنده حجم رآکتور، {\displaystyle q} دبی حجمی ورودی و خروجی از رآکتور و {\displaystyle \tau } زمان اقامت است. زمان ماند یکی از پارامترهای مورد استفاده در معادله رآکتور است.
زمان نیمه عمر مدت زمانی است که نیمی از غلظت ماده اولیه تزریق شده در رآکتور، به محصولات تبدیل می‌شوند. به عنوان مثال در واکنش ساده A → B نیمه عمر واکنش به صورت زیر تعریف می‌شود:
{\displaystyle -r_{A}=k[A]^{n}\longrightarrow {\frac {-d[A]}{dt}}\!=k[A]^{n}\longrightarrow {\frac {-d[A]}{[A]^{n}}}\!=kdt}
از این رابطه با در نظر گرفتن شرایط مرزی زیر انتگرال می‌گیریم:
- غلظت گونه {\displaystyle A} از {\displaystyle [A]_{0}} تا {\displaystyle [A]_{\frac {1}{2}}\!} که نصف غلظت اولیه است، تغییر می‌کند.
- زمان از لحظه ۰ تا زمان نیمه عمر ({\displaystyle t_{\frac {1}{2}}\!}) در تغییر است.

{\displaystyle \int _{[A]_{0}}^{[A]_{\frac {1}{2}}\!}{\frac {-d[A]}{[A]^{n}}}\,=\int _{0}^{t_{\frac {1}{2}}\!}k\,dt\longrightarrow {\frac {(-{\frac {[A]_{0}}{2}}\!)^{1-n}}{1-n}}\!+{\frac {[A]_{0}^{1-n}}{1-n}}\!=kt_{\frac {1}{2}}\!\longrightarrow }
{\displaystyle t_{\frac {1}{2}}\!={\frac {({2^{n-1}-1})[A]_{0}^{1-n}}{k(n-1)}}}
همچنین زمان پایان واکنش به شیوه مشابه به صورت زیر به دست می‌آید. باید توجه داشت که تنها واکنش‌هایی پایان پذیر هستند که در آن‌ها {\displaystyle n<1} باشد، در غیر این صورت همواره مقداری از مواد اولیه در رآکتور به صورت واکنش نداده باقی می‌ماند.
{\displaystyle -r_{A}=k[A]^{n}\longrightarrow {\frac {-d[A]}{dt}}\!=k[A]^{n}\longrightarrow {\frac {-d[A]}{[A]^{n}}}\!=kdt}
از این رابطه با در نظر گرفتن شرایط مرزی زیر انتگرال می‌گیریم:
- غلظت گونه {\displaystyle A} از {\displaystyle [A]_{0}} تا {\displaystyle [A]=0} که به معنی صفر شدن غلظت مواد اولیه است، تغییر می‌کند.
- زمان از لحظه ۰ تا زمان پایان واکنش ({\displaystyle t_{end}}) در تغییر است.

{\displaystyle \int _{[A]_{0}}^{0}{\frac {-d[A]}{[A]^{n}}}\,=\int _{0}^{t_{end}}k\,dt\longrightarrow {\frac {(0)^{1-n}}{1-n}}\!+{\frac {[A]_{0}^{1-n}}{1-n}}\!=kt_{end}\longrightarrow }
{\displaystyle t_{end}={\frac {[A]_{0}^{1-n}}{k(1-n)}}}

### انتقال حرارت در رآکتور

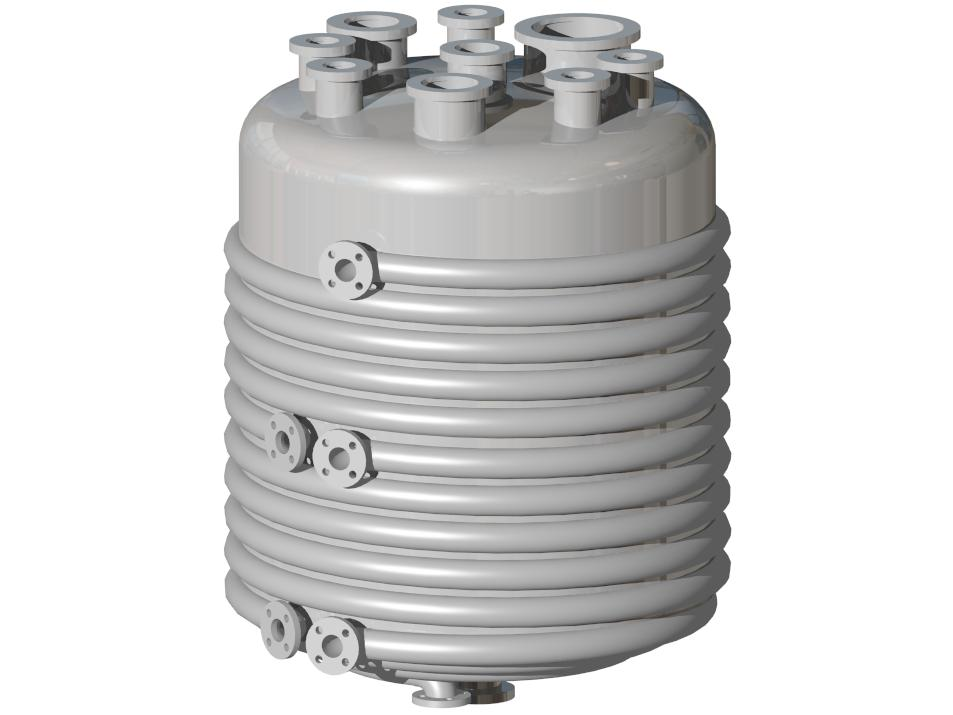
تصویر شماتیل یک رآکتور به همراه کویل‌های گرمایشی و سرمایشی در اطراف آن

انتقال حرارت فرایند چه از نظر عملیاتی و چه از نظر ایمنی از اهمیت بالایی برخوردار است. عمده واکنش‌های شیمیایی یا گرماده هستند یا گرماگیر. در نتیجه در حین انجام واکنش ممکن است محتویات درون رآکتور گرم شده یا سرد شوند. بالا رفتن بیش از حد دما در رآکتور می‌تواند موجب اختلال در عملکرد رآکتور و تجهیزات کنترلی آن شود و از همه مهمتر، ریسک خطر انفجار و نشت مواد را بالا می‌برد. همچنین در صورتی که واکنش گرماگیر باشد، با پیشرفت واکنش محتوایات رآکتور سردتر می‌شود و ممکن است موجب کندی سرعت واکنش یا انجماد در رآکتور و تجهیزات آن شود. در نتیجه می‌بایست در رآکتورها، همواره دما را در حد مناسب و ایمن نگه داشت. برای این منظور از مبدل‌ها و تجهیزات انتقال حرارت استفاده می‌شود. یکی از متداول‌ترین روش‌ها برای کنترل دمای رآکتورها استفاده از جاکت یا کویل‌های تبادل حرارت است. در جاکت‌ها، یک لایه از سیال با دمای بالاتر یا پایین‌تر برای تنظیم دما، در اطراف رآکتور و بدون تماس جرمی با محتویات رآکتور، مرتباً در چرخش است. در روش کویل نیز لوله‌هایی که حاوی سیال سردتر یا گرم تر است به صورت مارپیچ یا اشکال دیگر در اطراف رآکتور قرار داده می‌شود تا تبادل حرارت با رآکتور انجام شود.

### هم‌زنی و انتقال جرم در رآکتور

برشی از یک رآکتور مخزنی به همراه سیستم خنک‌کننده جاکتی که شفت و پروانه همزن در وسط آن دیده می‌شود.

فرایند هم‌زدن و انتقال جرم در رآکتورها از اهمیت بالایی برخوردار است زیرا در صورتی که محتویات داخل رآکتور به خوبی ترکیب نشوند، امکان واکنش ندادن بخشی از مواد و در نتیجه پایین آمدن کیفیت محصول می‌شود. عمل هم زدن در رآکتورهای مخزنی شکل، با استفاده از همزن‌های دوار که به شفت و الکتروموتور متصل است انجام می‌شود. در رآکتورهای لوله‌ای (پلاگ) نیز به دلیل شکل رآکتور، عمل اختلاط در طول لوله با حرکت سیال اتفاق می‌افتد. شکل، نحوه قرارگیری و سرعت چرخش همزن بستگی به عواملی چون، حجم مخزن، شکل مخزن، گران‌روی سیال و … دارد. همچنین انتخاب جنس همزن و بدنه رآکتور به مواد داخل رآکتور بستگی دارد. مثلاً اگر مواد داخل رآکتور خورنده باشند، استفاده از فولاد و موادی که امکان خورده شدن در آن وجود دارد، غیر منطقی است.
در این گونه موارد انتخاب مواد جایگزین یا پوشش دهی تجهیزات با لعاب‌های سرامیکی یا پوشش‌های پلیمری روش مناسبی در جلوگیری از خوردگی و واکنش‌های ناخواسته است.

## انواع راکتورهای شیمیایی
رآکتورهای شیمیایی طراحی‌های پیچیده‌ای دارند که گاه طی سالیان متمادی برای یک فرایند خاص به تکامل رسیده‌است. پارامترهای بسیار بر طراحی و شکل رآکتور مؤثر هستند که موجب تنوع انواع رآکتورها می‌شوند. اما می‌توان بر اساس برخی پارامترهای اساسی، رآکتورها را به دسته‌های عمده تقسیم کرد که در زیر به آن می‌پردازیم.

### انواع رآکتور از نظر فازهای درگیر در واکنش
واکنش‌ها در رآکتور ممکن است به صورت همگن (تمامی مواد در یک فاز هستند) یا ناهمگن (مواد درگیر در واکنش در فازهای مختلف قرار دارند) انجام شود. این امر موجب می‌شود تا در طراحی رآکتور محدودیت‌هایی ایجاد شود. واکنش‌های گازی نمونه‌ای از واکنش‌های همگن هستند که معمولاً در رآکتورهای لوله‌ای انجام می‌شوند. رآکتورهای ناهمگن بر اساس فازهای درگیر در واکنش شکل‌های مختلفی دارند اما نکته مهم در این رآکتورها ایجاد انتقال جرم و تماس مناسب بین فازها برای انجام واکنش است.
در جدول زیر انواع راکتورهای شیمیایی از نظر فازهای درگیر در واکنش و نمونه‌های صنعتی آن نشان داده شده‌اند:
| نوع فرایند           | نمونه صنعتی |
| -------------------- | --- |
| فرایند گاز-جامد      | واکنش گاز کلر با اکسید اورانیوم برای تولید اورانیوم کلرید فرار • زدایش ناخالصی اکسید آهن از اکسید تیتانیوم با استفاده از گاز کلر • سوختن زغال‌سنگ • تولید گاز از زغال‌سنگ • تولید گاز هیدروژن از واکنش بخار آب و آهن • تولید کاربید سینامید از واکنش نیتروژن هوا با کلسیم کاربید • واکنش سوختن سنگ معدن سولفید آهن در هوا |
| فرایند مایع-جامد     | فرایند انتقال یون • تولید استیلن از واکنش آب و کلسیم کاربید • لیچینگ سنگ معدن اورانیوم با اسید سولفوریک • واکنش اسید سولفوریک و سدیم کلرید جامد با سدیم فسفات یا سدیم نیترات |
| فرایند گاز-مایع      | تولید سدیم تیوسولفات از واکنش گوگرد دی‌اکسید و محلول آبی سدیم کربنات و سدیم سولفید • تولید سدیم نیتریت از واکنش نیتریک اکسید و اکسیژن با محلول سدیم کربنات • تولید سدیم هیپوکلریت از واکنش کلر با سدیم هیدروکسید • تولید آلومینیوم نیترات از واکنش آمونیاک و اسید نیتریک محلول • تولید اسید نیتریک از جذب نیتریک اکسید در آب • استخراج ید از واکنش گوگرد دی‌اکسید با محلول سدیم یدات • واکنش هیدروژنه کردن روغن‌های گیاهی با گاز هیدروژن |
| فرایند مایع-مایع     | تولید سود سوزآور از واکنش آمالگام سدیم و آب • نیتروژن دار کردن ترکیبات آلی با محلول آبی نیتریک اسید • تولید صابون از واکنش محلول‌های قلیایی و چربی‌ها یا اسیدهای چرب • زدایش گوگرد از مشتقات نفتی با اتانول آمین‌ها • واکنش محصولات پتروشیمی با اسید سولفوریک |
| فرایند جامد-جامد     | تولید سیمان • تولید کاربید بور از واکنش اکسید بور و کربن • تولید سیلیکات کلسیم از آهک و سیلیکا • تولید کلسیم کاربید از واکنش آهک و کربن • فرایند لبلانک |
| فرایند جامد-مایع-گاز | مایع‌سازی یا هیدروژنه کردن زغال‌سنگ در دوغاب نفتی |

### رآکتور بسته و نیمه بسته

نماد رآکتور بسته

رآکتور بسته گونه ساده‌ای از رآکتورهای شیمیایی هستند که به صورت مخزنی همراه با همزن و سیستم تبادل حرارت است. در این رآکتورها مواد اولیه داخل رآکتور پر می‌شود و سپس واکنش انجام می‌گیرد. پس از تکمیل واکنش و تولید محصول، در رآکتور باز شده و محصولات تخلیه می‌شوند. این فرایند بارها و بارها قابل تکرار است. رآکتورهای نیمه بسته نیز به همین صورت است با این تفاوت که در این نوع از رآکتورها، مواد اولیه به آرامی به مخزن افزوده می‌شود اما خروجی از رآکتور وجود ندارد.
از رآکتورهای بسته عمدتاً در تولید محصول در ابعاد کم و محصولاتی که متقاضی مقطعی یا فصلی دارند استفاده می‌شود. موادی مانند مواد دارویی از جمله موادی هستند که در سیستم‌های بسته تولید می‌شود. تغییر در شکل فرایند با استفاده از رآکتورهای بسته به مراتب آسان‌تر و به صرفه تر از فرآیندهای پیوسته‌است. دانستن سینتیک و سازوکار فرایند در رآکتورهای بسته کم‌اهمیت تر است به همین سبب است که سینتیک عمده فرآیندهای داروسازی ناشناخته است.
معادله عمومی رآکتورهای بسته به شکل زیر تعریف می‌شود:
{\displaystyle -r_{A}={\frac {-d[A]}{dt}}\!\longrightarrow dt={\frac {d[A]}{-r_{A}}}\!\longrightarrow }
با انتگرال‌گیری از معادله دیفرانسیل بالا در شرایط مرزی زیر به معادله عمومی رآکتور بسته بر حسب غلظت خواهیم رسید.
- غلظت گونه {\displaystyle A} از شکست در تجزیه (پاسخ نامعتبر MathML همراه SVG یا PNG جایگزین (توصیه شده برای مرورگرهای مدرن و ابزارهای کمکی) ("Math extension cannot connect to Restbase.") از سرور "http://localhost:6011/fa.wikipedia.org/v1/":): {\displaystyle [A]_0}
 تا {\displaystyle [A]_{0}} که غلظت پایانی است، تغییر می‌کند.
- زمان از لحظه ۰ تا زمان کامل شدن واکنش ({\displaystyle t}) در تغییر است.

{\displaystyle t=-\int _{[A]_{0}}^{[A]_{f}}{\frac {d[A]}{-r_{A}}}\,}

### رآکتورهای پیوسته

نماد رآکتور سی اس تی آر

رآکتورهای پیوسته گونه‌ای متداول از رآکتورها هستند که در آن‌ها یک یا چند جریان ورودی به سیستم، مواد واکنش‌دهنده را به داخل رآکتور می‌آورد و پس از واکنش، از خروجی یا خروجی‌های رآکتور محصولات خارج می‌شوند. به‌طور معمول دبی ورودی و خروجی از این رآکتورها ثابت است. در غیر این صورت امکان سر ریز یا تخلیه سریع مخزن رآکتور وجود دارد. در زیر معادله کلی موازنه رآکتور پیوسته نوشته شده‌است:
این نوع رآکتورها عمدتاً برای تولید محصولات با حجم بالا و محصولاتی که میزان تقاضای آن‌ها به صورت ثابت در بازار وجود دارد استفاده می‌شود. مواد سوختی، محصولات پتروشیمی و مواد شوینده و بهداشتی از جمله این مواد هستند. ایجاد تغییرات در رآکتورهای پیوسته به دلیل این که در فرآیندهای پیوسته باید همه فرایندها با یکدیگر هماهنگ کار کنند به مراتب سخت‌تر از رآکتورهای بسته‌است. به همین دلیل از این نوع از رآکتورها در تولید یک محصول یا محصولاتی که تولید آن شباهت زیادی به هم دارند استفاده می‌شود. دو نوع متداول از رآکتورهای پیوسته، رآکتورهای مخزنی با همزن و رآکتورهای پلاگ (یا لوله‌ای) هستند:
- رآکتور پلاگ

طرح شماتیک از مقطع فرضی یک رآکتور پلاگ

رآکتورهای پلاگ گونه‌ای از رآکتورهای پیوسته هستند که در آن‌ها به جای یک مخزن یا تانک، از یک لوله برای انجام واکنش استفاده می‌شود. این نوع رآکتورها نسبت به شکل مخزنی آن، فضای کمتری اشغال می‌کنند. در عین حال به دلیل ساختار لوله‌ای، سطح تماس بیشتری با محیط اطراف داشته و تبادل گرما راحت‌تر انجام می‌شود. جریان پلاگ گونه‌ای از جریان سیال در داخل لوله است که در آن سرعت حرکت سیال در نزدیکی دیواره لوله و در مرکز لوله یکنواخت است. این امر موجب می‌شود مواد واکنش دهنده به‌طور یکنواخت با یکدیگر تماس یافته و واکنش انجام شود. این نوع از جریان با لوله‌های بلند و باریک ایجاد می‌شود. همچنین مارپیچ کردن لوله نیز می‌تواند به این امر کمک کند. معادله عمومی رآکتورهای پلاگ به صورت زیر تعریف می‌شود:
{\displaystyle {\frac {V_{P}}{q}}\!=-\int _{[A]_{0}}^{[A]_{f}}{\frac {d[A]}{-r_{A}}}\,}
در این معادله،{\displaystyle q} نشان دهنده دبی حجمی و {\displaystyle V_{P}} نشان دهنده حجم رآکتور پلاگ است.
همچنین رابطه زمان اقامت در این نوع رآکتور پیوسته به صورت زیر است:
{\displaystyle {\tau }_{P}={C_{A}}_{0}{\frac {V_{P}}{{FA}_{0}}}\!={\frac {V_{P}}{q}}\!}
در این رابطه {\displaystyle {C_{A}}_{0}} نشان دهنده غلظت اولیه خوراک ورودی به رآکتور و {\displaystyle {F_{A}}_{0}} نشان دهنده دبی جرمی خوراک ورودی است.
- رآکتورهای مخزنی با همزن

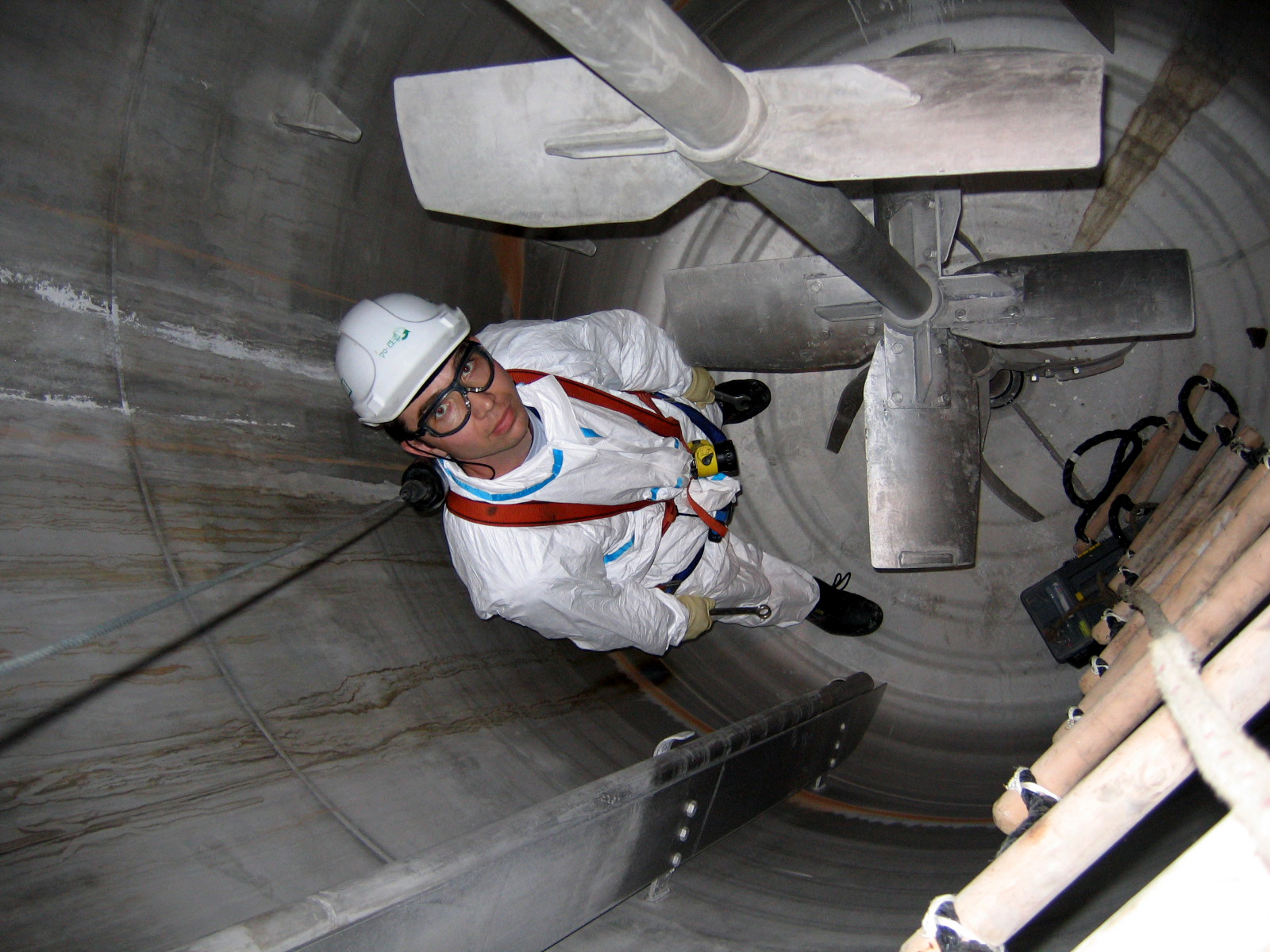
داخل یک نوع رآکتور سی‌اس‌تی‌آر که در آن همزن و شفت آن به همراه بافل‌ها (پایین تصویر) دیده می‌شوند

رآکتورهای مخزنی با همزن که به اختصار رآکتورهای سی اس تی آر نیز شناخته می‌شوند. این رآکتورها به صورت مخازنی همراه با ورودی‌ها و خروجی‌ها هستند که عمل اختلاط و هم زدن مواد توسط شفت و پروانه صورت می‌گیرد. این نوع رآکتورهای پیوسته در مقایسه با رآکتورهای پلاگ حجم بیشتری نیاز دارند اما حجم تولید در آن‌ها بالاتر است. معادله عمومی رآکتور برای این نوع از رآکتور بر حسب غلظت به صورت زیر تعریف می‌شود:
{\displaystyle {\frac {V_{m}}{q}}\!={\frac {{CA}_{0}}{{-rA}_{({C_{A}}_{f})}}}\,}
در این معادله، {\displaystyle V_{m}} نشان دهنده حجم رآکتور سی اس تی آر است. باید توجه داشت که در این رابطه، سرعت معادله در نقطه پایانی واکنش {\displaystyle ({C_{A}}_{f})} محاسبه می‌شود.
زمان اقامت در این نوع رآکتور نیز مشابه راکتور پلاگ به صورت زیر قابل تعریف است:
{\displaystyle {\tau }_{m}={C_{A}}_{0}{\frac {V_{m}}{{FA}_{0}}}\!={\frac {V_{m}}{q}}\!}

### رآکتورهای ثابت بستر و سیال بستر
گونه دیگری از رآکتورها، رآکتورهای ثابت بستر و سیال بستر هستند. در رآکتورهای ثابت بستر ماده جامد که معمولاً کاتالیزور می‌باشد، به‌طور ثابت داخل رآکتور قرار دارد و مواد واکنش دهنده پس از عبور از روی این مواد، واکنش داده و از رآکتور خارج می‌شوند. رآکتورهای آکنده نمونه‌ای از این نوع رآکتورها هستند. نمونه‌ای از کاربرد این نوع رآکتورها برای تصفیه گازهای خروجی از نیروگاه‌های سوخت فسیلی است. در این نوع نیروگاه‌ها، پس از فرایند احتراق، گازهای حاوی ترکیبات مضر نیتروژن از داخل رآکتور حاوی کاتالیزور عبور می‌کند تا ترکیبات مضر آن به مواد کم خطر تر تبدیل شوند.
در رآکتورهای سیال بستر مواد جامد با جریانی از سیال در داخل رآکتور به صورت معلق در می‌آیند. این مواد جامد می‌توانند واکنش دهنده‌ها، کاتالیزورها یا بازدارنده‌ها باشند. این فرایند موجب افزایش انتقال جرم و حرارت در رآکتور و اختلاط کامل تر اجزا می‌شود. از دیگر مزایای این نوع رآکتور امکان خارج کردن جامد از رآکتور به صورت پیوسته و انتقال به واحد دیگر است. به عنوان نمونه هنگامی که احیا دوباره بازدارنده‌ها و کاتالیزورها نیاز باشد، می‌توان آن‌ها را به این ترتیب از رآکتور خارج و به واحد بازیابی منتقل کرد.

## نگارخانه

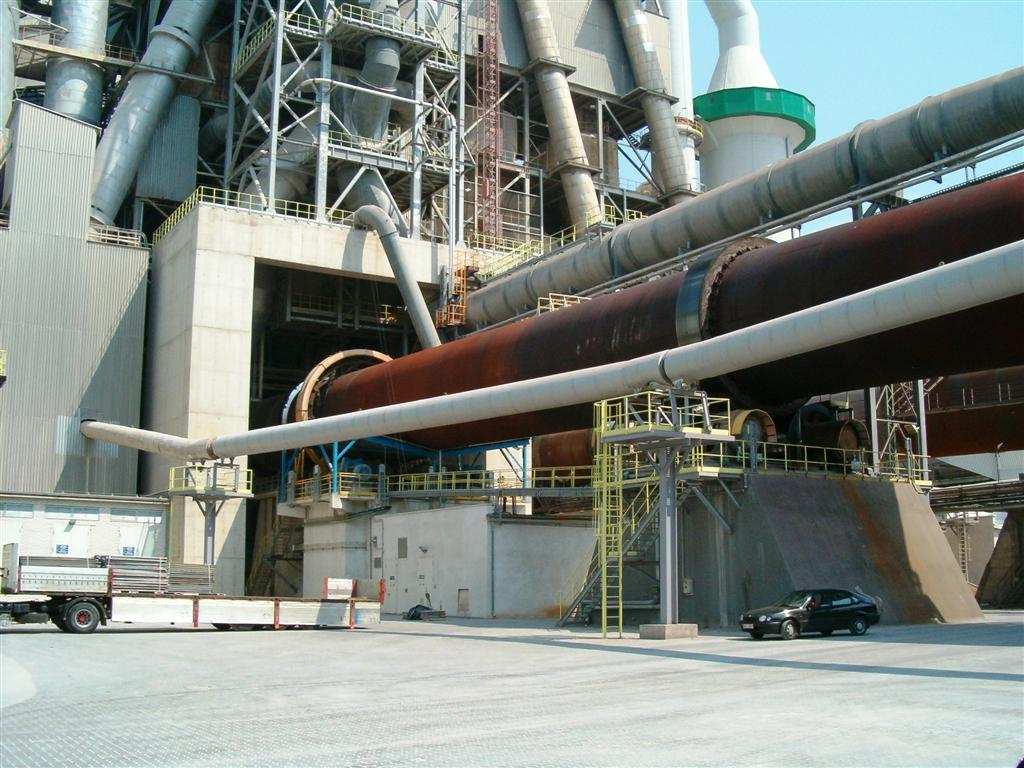
رآکتور دوار مورد استفاده در تولید سیمان
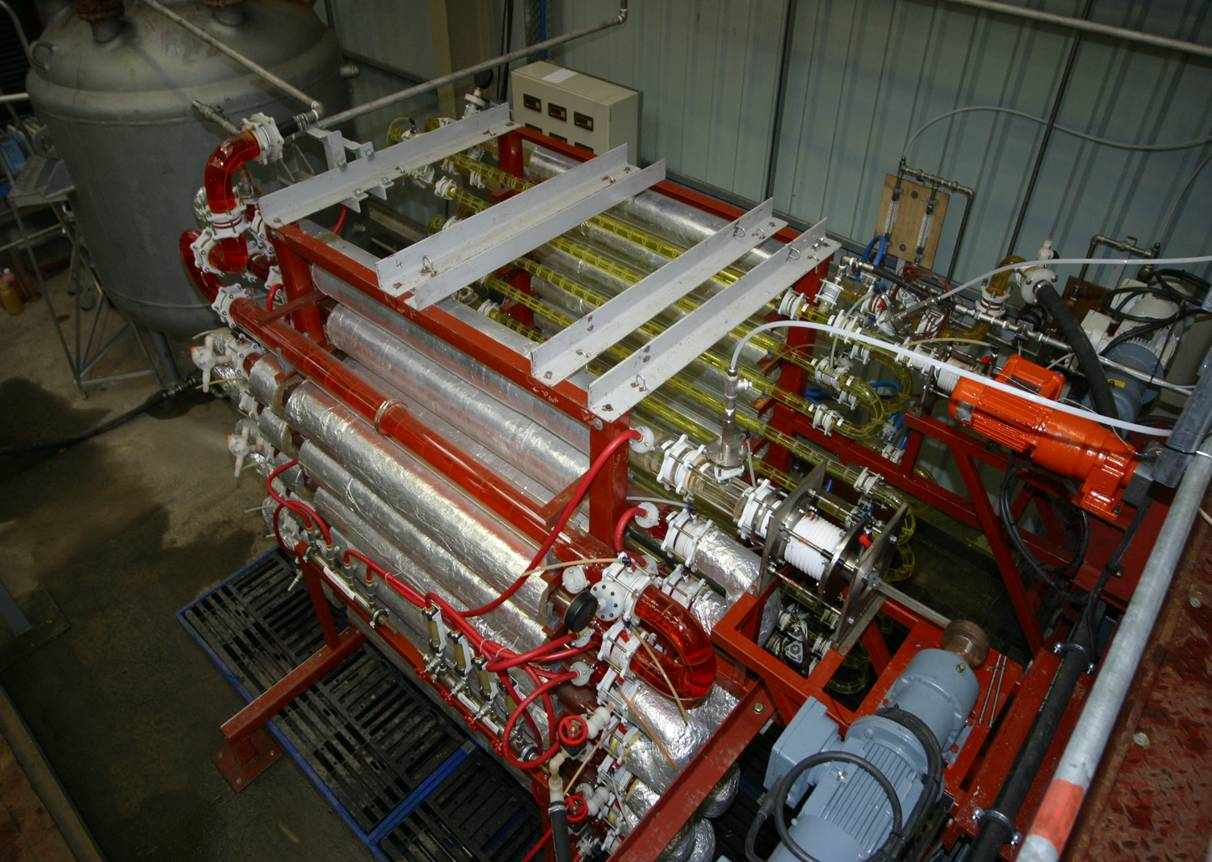
یک رآکتور پلاگ جهت سنتز مواد آلی
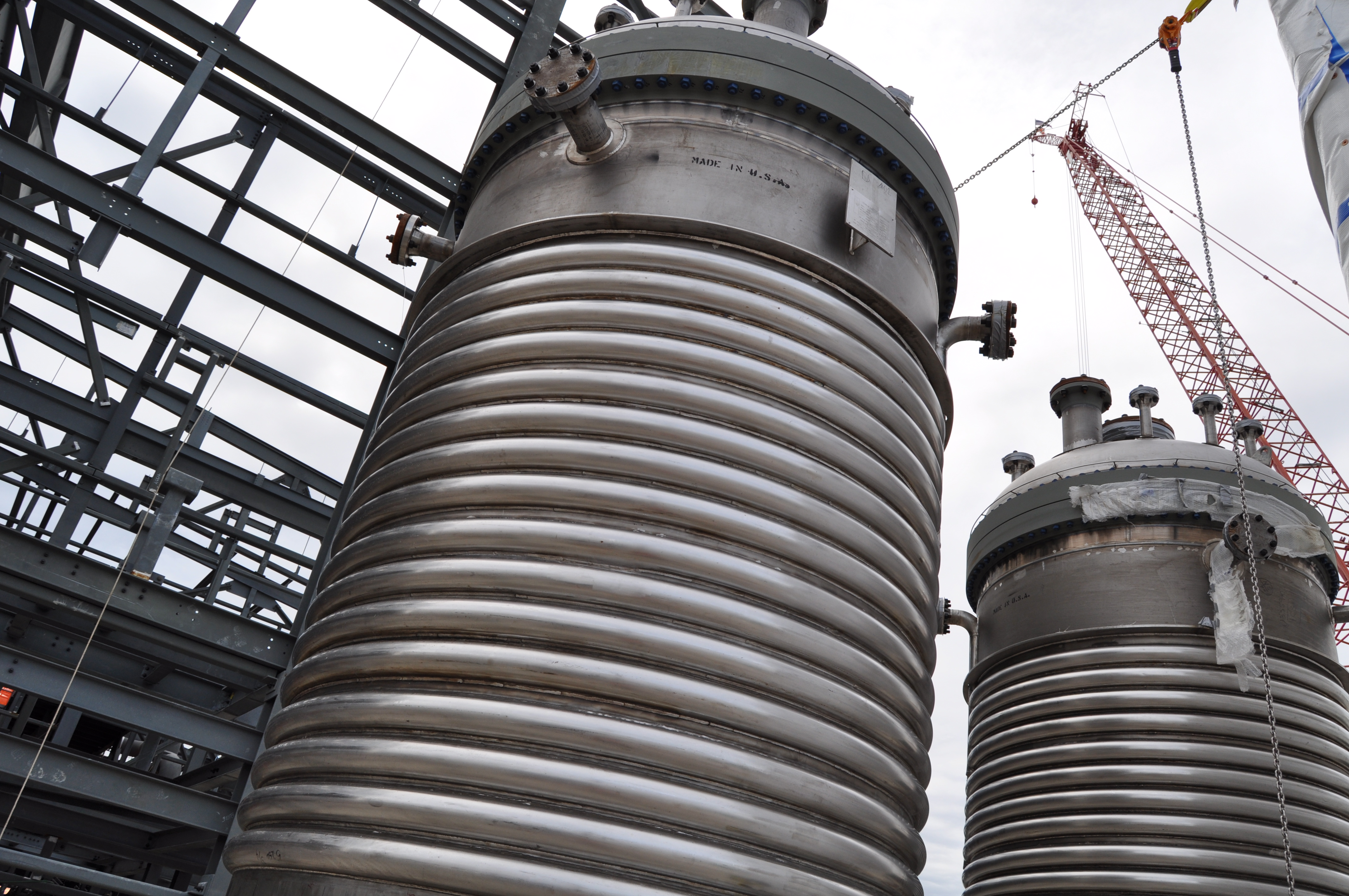
یک راکتور مخزنی با سیستم خنک‌سازی کویل
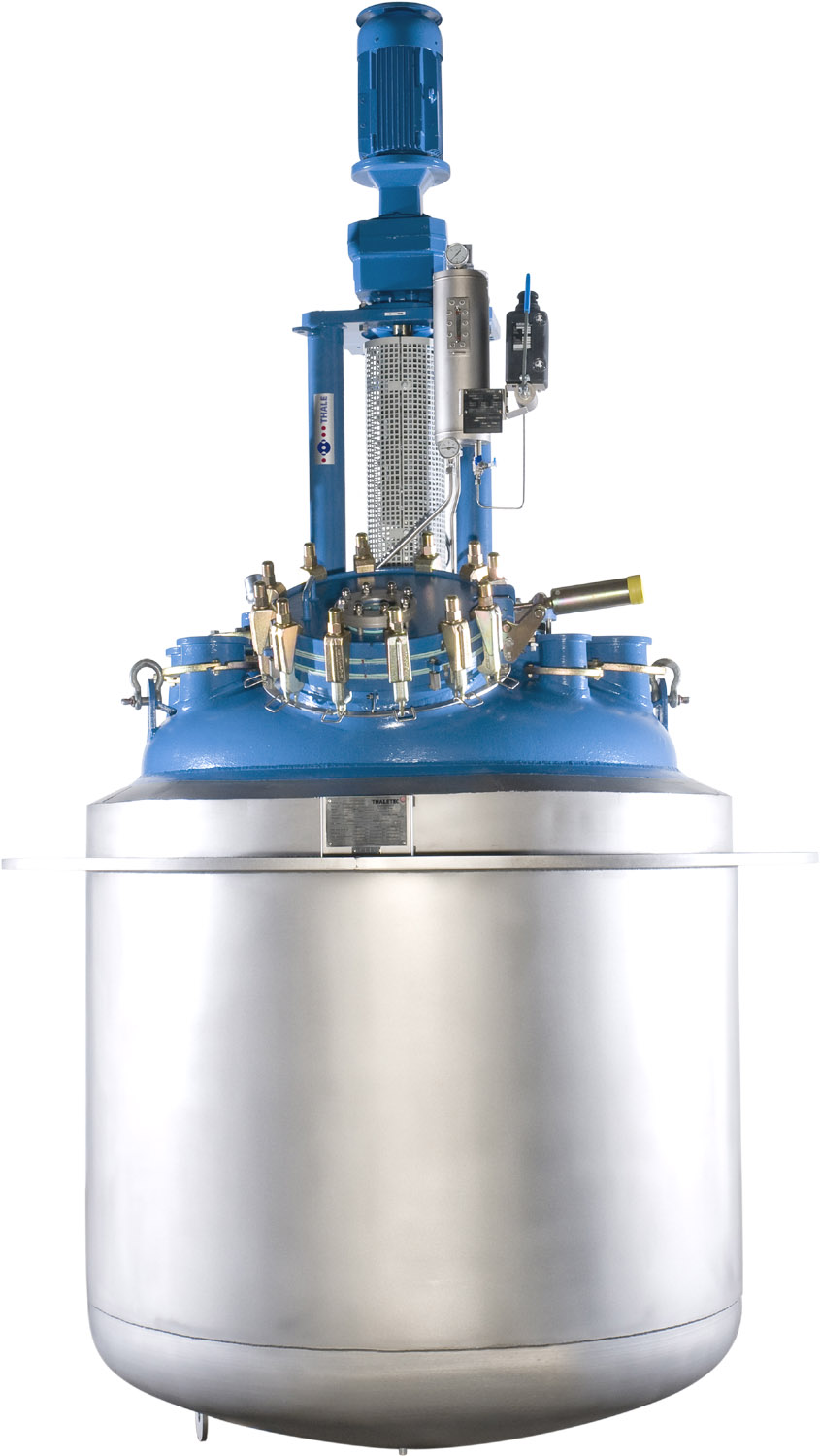
یک راکتور بسته
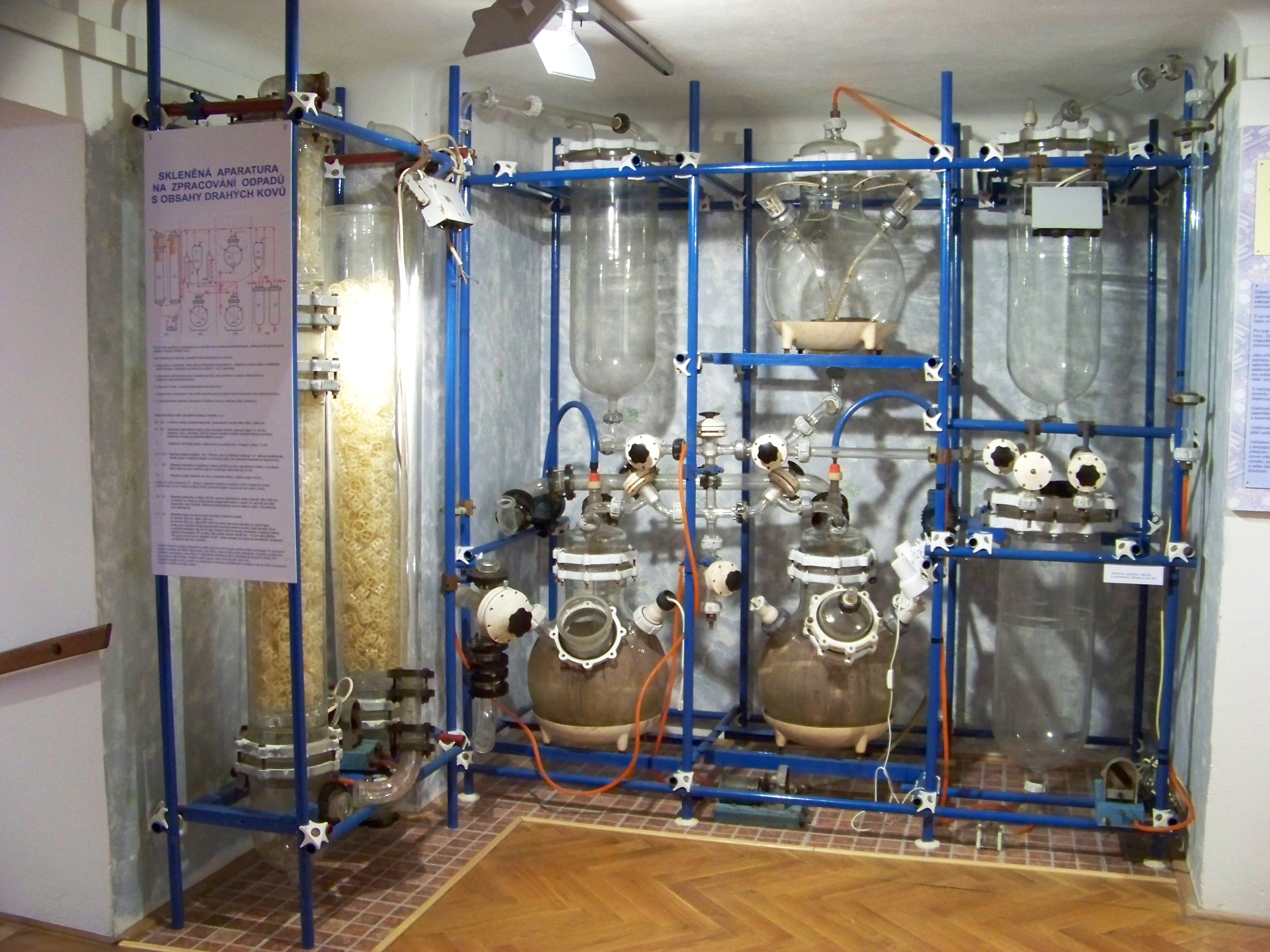
نمونه‌ای از راکتورهای شیشه‌ای مورد استفاده در تحقیقات آزمایشگاهی